# Sanatorium Löw

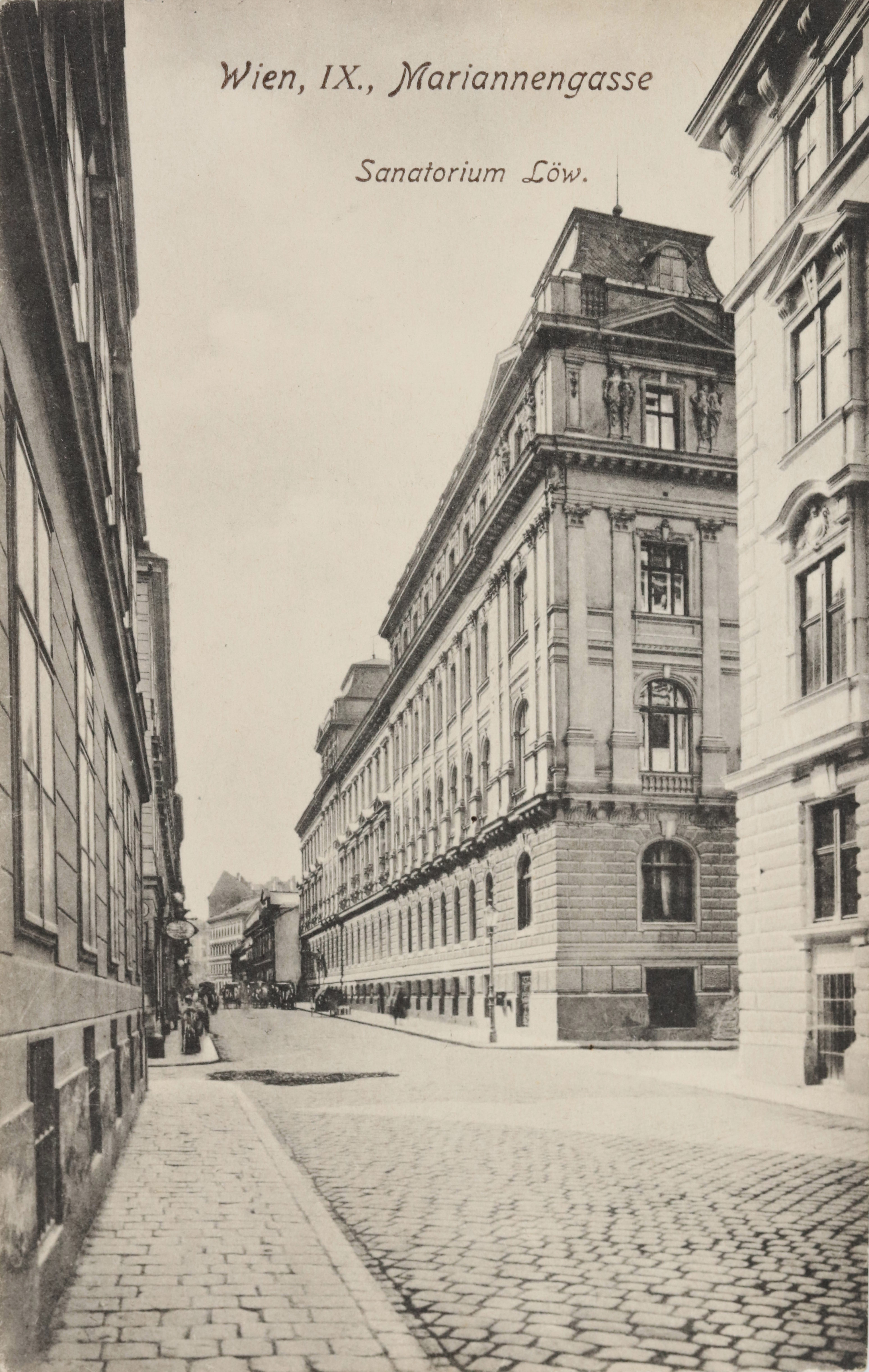
Das Sanatorium Löw (ca. 1906–1907)

Das Sanatorium Löw (auch Loew) war eine private Krankenanstalt in Wien, die von 1859 bis 1939 bestand.

## Geschichte
Gegründet wurde das anfangs im 2. Bezirk gelegene Sanatorium vom Arzt Heinrich Loew (Pressburg 31. März 1813 – 17. April 1873 Wien). 1874 wurde es von seinem Sohn Anton Loew (Pressburg 20. Oktober 1847 – 14. September 1907 Wien), ebenfalls Mediziner, vergrößert und 1882 in die Mariannengasse 20 im 9. Bezirk verlegt, wo  das erste Privatsanatorium für chirurgisch zu behandelnde Erkrankungen entstand.
Nach mehrmaligen Erweiterungen umfasste das Sanatorium 90 Betten und zahlreiche nachgeordnete Bereiche wie ein Laboratorium für bakteriologische und histologische Untersuchungen und einen Turnsaal. Am Beginn des 20. Jahrhunderts wurden mehrere angrenzende Häuser erworben und in den Sanatoriumsbetrieb integriert. Ebenso wurde eine gynäkologische Abteilung (mit zwei Operationssälen) etabliert und es wurden Wohnräume für Krankenschwestern geschaffen. Das Sanatorium umfasste damit insgesamt 11.900 m², wovon 4.550 m² verbaut waren und es war damit die größte private Krankenanstalt Wiens.
Als Anton Löw 1907 starb, wurde seine Tochter Gertrud Eisler von Terramare, die ab 1912 Gerta Felsöványi de Felsö-Vány hieß, Hauptgesellschafterin des Sanatoriums. Sie war 1902 im Auftrag ihres Vaters von Gustav Klimt gemalt worden; das Gemälde, seine Geschichte und die damit verbundenen Rechtsstreitigkeiten  sind eingehend erforscht worden. Gertrud Löw musste das Sanatorium nach dem Anschluss Österreichs aufgeben und 1939 wegen des Nationalsozialismus in Österreich emigrieren. 1939 wurde der Betrieb liquidiert und das Hauptgebäude vom Deutschen Reich übernommen. Ab 1960 waren im Gebäude Abteilungen der Österreichischen Bundesbahnen untergebracht, lange Zeit auch die Generaldirektion.

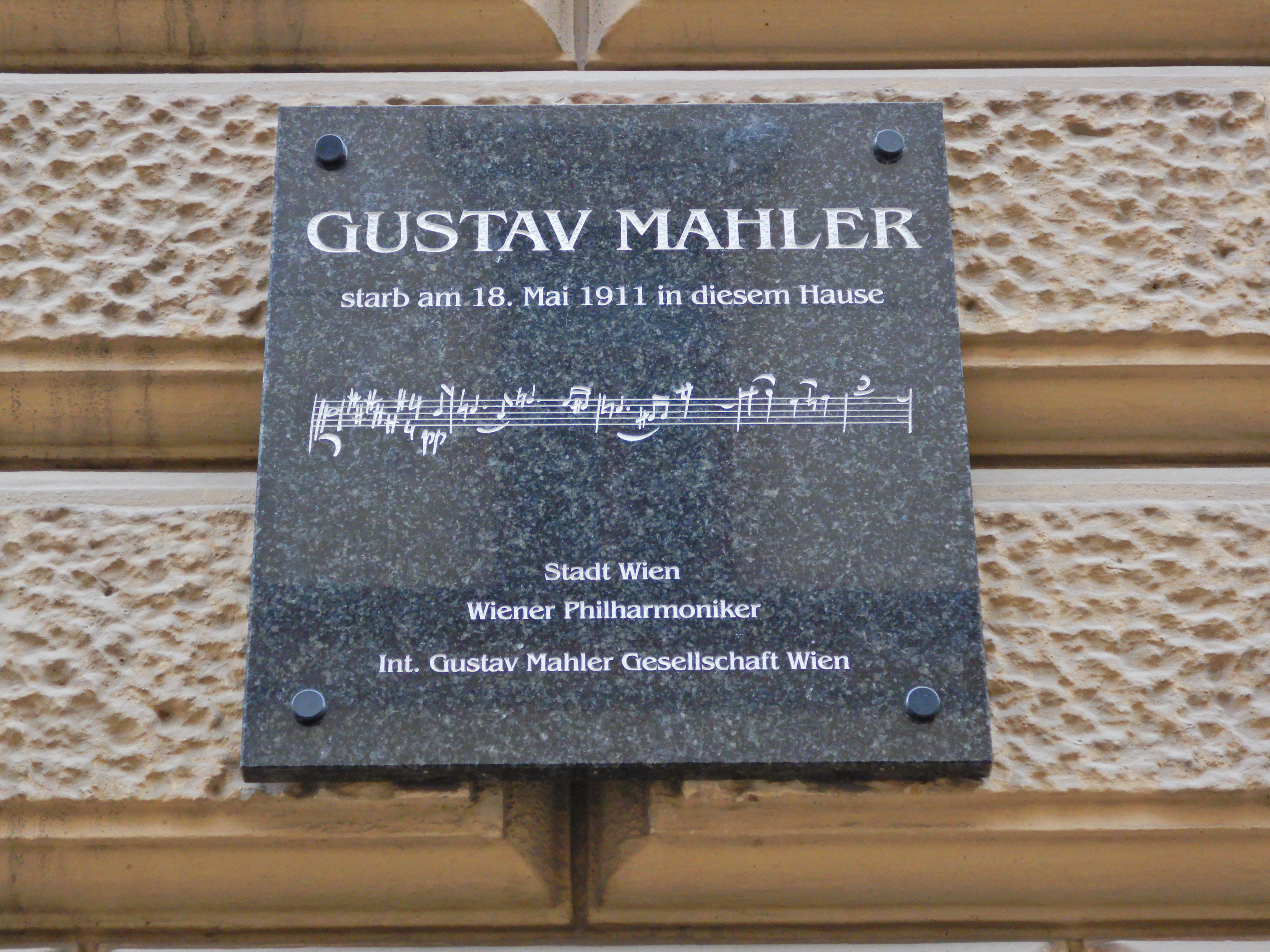
Gedenktafel für Gustav Mahler (Wien, Mariannengasse 20)

Felix Czeike nannte 1997 in seinem Historischen Lexikon Wien, Band 5, S. 41/42, das Sanatorium als Sterbeort u. a. von Alexander Girardi, Emil Hertzka, Wilhelm Hesch, Josef Kainz, Rudolf Kaufmann, Ludwig Koch, Josef Loschmidt, Gustav Mahler, Hansi Niese (auf dem Transport dorthin), August Pettenkofen und Moritz Szeps. Weiters verstarb dort Ladislaus Batthyány-Strattmann.